# TSX-Plus
TSX-Plus (первоначально TSX) — операционная система, разрабатывалась с конца 1970-х годов американской компанией S&H Computer Systems для компьютеров семейств PDP-11 и LSI-11.
Являясь расширением операционной системы RT-11, TSX-Plus предоставляла возможности многопользовательской, многозадачной работы с существенным расширением возможностей RT-11XM. Многозадачность системы реализована с помощью адаптивного планировщика заданий. Работа планировщика основана на предоставлении каждой задаче выделенных квантов времени, определяемых приоритетом, установленным для каждой задачи.
TSX-Plus предназначена для работы на машинах, имеющих диспетчер памяти и объём ОЗУ более 32 Кслов (64 Кб). Для работы ОС также необходим жёсткий диск объёмом не менее 2 Мбайт. Минимально необходимый объём ОЗУ определяется размером резидентной части ядра (около 100 Кслов) + объём ОЗУ для одной задачи (32 Кслов). Неактивные в текущий момент времени задачи выгружаются в SWAP-память, находящуюся на жёстком диске. При наличии ОЗУ достаточного объёма, систему можно сгенерировать без поддержки SWAP-памяти. В этом случае количество заданий ограничивается объёмом доступного ОЗУ.
В отличие от ОС NTS, TSX-Plus не имеет дискового загрузчика. Для её загрузки используется установленный на том же самом системном диске любой монитор RT-11, под управлением которого и происходит старт системы TSX-Plus. Наличие системы RT-11 также создаёт дополнительное удобство для генерации системы в соответствии с конкретными аппаратными и системными требованиями.
Монитор TSX-Plus поставляется в виде дистрибутива — набора объектных и ассемблерных файлов. Дистрибутив содержит также набор командных файлов для компиляции ядра ОС. Для генерации системы используется стандартный компилятор макроассемблера и компоновщик (Link), поставляемые с ОС RT-11. Необходимые параметры системы задаются в ассемблерном файле определений с помощью текстового редактора.
Под управлением системы TSX-Plus используется то же самое программное обеспечение, что и для ОС RT-11, иначе говоря системы совместимы на уровне ABI:
- Утилиты управления дисками и каталогами DIR, PIP, DUP;
- Текстовые редакторы командной строки TECO, EDIT, экранные редакторы KED и K52 (для дисплеев VT100 и VT52 соответственно);
- Интерпретирующая система BASIC-11
- Компиляторы языков, такие как MACRO, FORTRAN-IV, Паскаль, Си, QBASIC, MODULA-2, PL/1;
- Реактор связей LINK и библиотекарь объектных модулей LIBR;
- Отладчики ODT, VDT;
- А также многое другое ПО.

TSX-Plus и её разновидности весьма широко использовалась и в СССР, где была известна под названием — РАФОС/TS.
Также существовала версия для ПВК Электроника МС 0585, разработанная на ВЦ АН СССР группой программистов под руководством Михаила Потёмкина.
Существовала более глубокая модификация, осуществлённая программистами ИОНХ — NTS-4VM (на базе ядра NTS).
Последняя версия 6.50 включает поддержку TCP/IP.
Также известна версия для IBM PC - TSX-32.